# Туда-Менгу
Туда́-Менгу́ (ум. ок. 1287) — хан Золотой Орды в 1282—1287 годах; третий сын Тукана, второго сына Бату.

## Биография
Унаследовал престол после смерти своего брата Менгу-Тимура. Был слабым ханом, при его правлении усилился темник Ногай, ставший полунезависимым правителем западной части государства. В правление Туда-Менгу делались попытки укрепления административного управления в Северо-Восточной Руси, введено баскачество.
В 1283 году Туда-Менгу перешёл в ислам. Туда-Менгу и Ногай совершили походы в Закарпатье (1285), в Польшу (1286, 1287). Был свергнут сыновьями Менгу-Тимура и Тарбу.